# Зорица Бајин Ђукановић
Зорица Бајин-Ђукановић (Мостар, 1952) српска је књижевница и уметнички фотограф.

## Биографија
Рођена је у Мостару, 30. јула 1952. године. Завршила је Филолошки факултет у Београду на Групи за југословенску књижевност. Објавила је осамнаест књига поезије, прозе и књижевности за децу. Књижевним радом се бави од 1973. године, објављујући у „Змају“, „Полетарцу“, „Политици за децу“, „Летопису матице српске“, „Стварању“. Прва књига поезије „Папирне птице“ изашла је 1989. у издању „Рада“. Од 2000. до 2003. године била је члан Уметничког савета фестивала „Радост Европе”. Води радионице креативног писања.
Од 1983. до 1988. године била је фотограф Политикиног музичког месечника „ROCK”. Чланица је УЛУПУДС-a од 1989. године, у статусу самосталног уметника од 1991. Излагала је на 21 самосталној и 180 колективних изложби у земљи и иностранству и добила око 40 награда и признања. Ради у области изложбене, примењене и новинске фотографије. Урадила око 200 омота плоча и 100 насловних страна часописa.
Члан УКС-a од 1994. године и НУНС-a од 2001. године. Живи и ради у Београду.

### Књиге поезије
- Тачка, (ФПУ, 1981), библиофилско издање, поезија за децу
- Папирне птице, (Рад, 1989), поезија за децу
- Такнуто-макнуто, (Српска књижевна задруга, 1994), поезија за децу
- Тромб, (Рад, 1994), поезија за одрасле
- Пази, птица, (БМГ, 1997), поезија за децу
- Чаробњак, (Стубови културе, 1999), поезија за децу
- Постава, (Просвета, 1999), поезија за одрасле
- Писмо једног страшила, (Bookland, 2004), поезија за децу
- Летећа Хана, (Bookland, 2007), поезија и проза за децу
- Кутијица за свица, (Bookland, 2010), поезија за децу
- Дан од лета, (Просвета, 2014), поезија за децу
- Дан од лета, (Просвета, 2016), библиофилско издање, поезија за децу
- Мале љубавне песме, (Креативни центар, 2017), поезија за младе
- Сањај и путуј, (Фестивал „Булка”, 2016), поезија за младе
- Тајанствено путовање, (51. Међународни фестивал поезије Смедеревска песничка јесен, 2020), поезија за младе
- Планетаријум, (Пресинг, 2022), поезија за одрасле, двојезично издање, превод на енглески Новица Петровић.

### Књиге прозе
- Мерна јединица за љубав, (Нолит, 2001), проза за децу,
- Хотел философ, (Zepter book world, 2003), проза за одрасле, ужи избор за награду „Женско перо”,
- Саид, краљ сунцобрана, ( Стубови културе, 2009), проза за одрасле.

Књига Кутијица за свица је избор из досадашњих књига поезије за децу и младе и уврштена је у репрезентативну едицију Booklаnd-а „100 књига српске књижевности за децу“.
Заступљена је у шездесет антологија, хрестоматија, уџбеника, читанки, лектирних издања и буквара. Песме су јој компоноване, поезија и проза превођени су јој на руски, енглески, холандски, румунски, русински и македонски језик.

## Монодраме за децу
- Кћи мора, Позориште младих, Нови Сад, 2013.
- Праћкаши, 2014.
- Осми патуљак, 2015.

## Дела изведена на радију
Циклуси драматизоване поезије, Први програм Радио Београда:
- Писмо једног страшила, 9 емисија, 2004-2005.
- Капетан Брана, 7 емисија, 2007.
- Лепи дани, 9 емисија, 2009.
- Кутијица за свица, 9 емисија, 2010.

## Приређене књиге
- Избор из поезије Драгана Лукића, Песме (Рад, Београд, 1990) са предговором
- Е баш дуга, Ђачка песничка сусретања, Београд, 2003.

## Награде за књижевност
- Златна струна, 24. Смедеревске песничке јесени, 1993,
- Доситеј Дечјег читалачког жирија 2001, за књигу „Мерна јединица за љубав”
- Змајев песнички штап 54. Змајевих дечјих игара 2011,
- Награда „Гордана Брајовић“, за најбољу књигу намењену младима за 2015. за књигу „Дан од лета“.[2]
- Доситеј Дечјег читалачког жирија 2015, за књигу „Дан од лета”
- Личност године 2016. по избору „Данице за младе” Вукове задужбине у Београду
- Прва награда „Булка”, 23. Међународног фестивала песника за децу 2016.
- Златни кључић, 51. Смедеревске песничке јесени, Награда за целокупно поетско стваралаштво за децу и младе, 2020.

## Одабране изложбе
Учешће на 21 Мајских изложби УЛУПУДС-a, 6 Октобарских салона, 8 Међународних бијенала уметности минијатуре, 16 изложби Београдске мини-арт сцене, 9 Секцијских изложби УЛУПУДС-a, 150 година фотографије у Срба, Музеј савремене уметности, Београд (1991), 150+5, Културни центар Београда (1995), изложбе у Амстердаму (1991), Родосу (2000), Солуну (2006), као и самосталне изложбе у Галерији "Графички колектив", Дворцу краљa Николе у Бару (XVIII барски љетопис), Градском музеју у Суботици, Савременој Галерији у Зрењанину, Галерији "Мостови Балкана" у Крагујевцу ...
Фотографијама је заступљена у збиркама Музеја примењене уметности (Београд), Етнографског музеја (Београд), "Француског института" (Родос), Модерне Галерије (Горњи Милановац), сталној поставци Студентског културног центра (Београд)...

## Самосталне изложбе
- 1986. "Срећна галерија", СКЦ, Београд
- 1986. Дом омладине, Крагујевац
- 1987. Младинско раставишче, Марибор, Словенија (са Горанком Матић)
- 1989. Галерија позоришта на Теразијама, Београд
- 1992. Галерија "Доорс", Скопљe, Македонија
- 1992, Младински културен центар, Скопљe, Македонија
- 1992. Галерија "Сингидунум", Београд
- 1994. Галерија "Сингидунум", Београд
- 1995. "Плави јахач", Београд
- 1999. Галерија"Графички колектив", Београд
- 2001. Галерија "Мадам", Панчево
- 2004. Галерија "Графички колектив", Београд
- 2005. Ликовни салон, Дом културе, Чачак
- 2005. Центар за културу, Кладово
- 2005. Дом културе, Неготин
- 2005. Дворац краљa Николе, Бар, Црна Гора
- 2006. Градски музеј, Суботица
- 2007. Савремена Галерија, Зрењанин
- 2008. Мостови Балкана, Градска галерија Крагујевац
- 2012. Дом Омладине, Крагујевац
- 2012. Мала галерија УЛУПУДС-a, Београд

## Одабрани радови
Циклуси црно-белих фотографија "To је тај звук" 1986, "Скала" 1992, "Кроз сан други" 1994, "Повратак у шум" 1999, "Белина-дах" 2001, "Мементо" EКВ 2004, циклуси колорних фотографија "Ка светионику" 2006, "Цвет, свила, лето, кула" 2009, "Јахачи магле" 2012...

## Одабране награде за фотографију
Плакете 25. и 32. Мајске изложбе УЛУПУДС-a 1993. и 2000, годишње награде УЛУПУДС-a 1992, 1999, 2000, 2004, прва награда "Борбиног" конкурса фотографије 1991, Златна медаљa ФИAП-a 1991. године и Награда за животно дело УЛУПУДС-а, 2013. године.